# Sløverfjorden
Sløverfjorden er en fjordarm af Hadselfjorden på nordsiden af Austvågøy i Hadsel kommune i Vesterålen i Nordland fylke  i Norge. Fjorden går ti kilometer mod sydvest til Higrav inderst i Higravfjorden som er navnet på den inderste del.
Fjorden har indløb mellem Kalvøya i vest og Svartgalten i øst. Midt i indløbet ligger også Arnøya. På vestsiden af Arnøya ligger Arnøysundet og over dette går Europavej E10 og lige ind i en tunnel under fjorden som en del af  Lofast. Europavejen følger hele vestsiden af fjorden. Der er få bebyggelser langs fjorden. Higrav ligger inderst i fjorden, og på vestsiden af Higravfjorden ligger Budalen. På østsiden ligger Sløvra. Lidt syd for Sløvra går Austpollen godt en kilometer mod sydøst.